# Dexter Lee
Pour les articles homonymes, voir Lee.
Dexter Lee (né le 18 janvier 1991 à Montego Bay) est un athlète jamaïcain, spécialiste du sprint.

## Biographie
Dexter Lee est le premier sprinter à conserver son titre de champion du monde junior du 100 m (en 2008 à Bydgoszcz en 10 s 40 et 2010 à Moncton en 10 s 21) après avoir également remporté le titre cadet en 2007 à Ostrava en 10 s 51. En revanche, il est éliminé sous la pluie battante en raison d'un faux-départ de l'épreuve du 200 m à Moncton où il faisait figure de favori. En 10 s 21, il devance l'Américain Charles Silmon et le Français Jimmy Vicaut sur le 100 m.
Il est issu d'une famille de 9 enfants. Il vit à Atlanta depuis octobre 2009 où il s'entraîne dans une structure d'entraînement comprenant la championne jamaïcaine Veronica Campbell-Brown. Auparavant, Dexter Lee s'entraînait quotidiennement dans l'usine à champions de son île natale – l'école polytechnique Herbert-Morrison — qui associe entraînement et programme scolaire. Lee a signé un contrat professionnel avec Reebok. 
Le 4 septembre 2011, il remporte, en tant que remplaçant, la médaille d'or du relais 4 × 100 m aux Championnats du monde de Daegu en ayant permis à son équipe de se qualifier sans encombre pour la finale — où elle battra, moins de deux heures après, le record du monde en 37 s 04 — en ayant été le dernier relayeur d'une équipe composée de Nesta Carter, Michael Frater, Yohan Blake et lui-même pour franchir la ligne d'arrivée en 38 s 07, derrière Trinité-et-Tobago en 37 s 91. Il est remplacé par Usain Bolt dans la finale consécutive.
Il porte son record personnel sur 100 m en bénéficiant d'un vent de 2,0 m/s, maximum autorisé, le 
22 mai 2011 à São Paulo, en 10 s 06, mais n'arrive plus à égaler ou à approcher cette performance les années suivantes (et ce malgré 10 s 18 en 2015, 10 s 19 en 2013 et 10 s 15 en 2012, temps tous obtenus en mai-juin à Kingston).

### Palmarès
| Date | Compétition                                      | Lieu      | Résultat | Épreuve   |         |
| ---- | ------------------------------------------------ | --------- | -------- | --------- | ------- |
| 2007 | Championnats du monde jeunesse                   | Ostrava   | 1er      | 100 m     |         |
| 2007 | Championnats du monde jeunesse                   | Ostrava   | 3e       | 4 × 100 m |         |
| 2008 | Championnats du monde juniors                    | Bydgoszcz | 1er      | 100 m     |         |
| 2008 | Championnats du monde juniors                    | Bydgoszcz | 2e       | 4 × 100 m |         |
| 2010 | Championnats du monde juniors                    | Moncton   | 1er      | 100 m     |         |
| 2010 | Championnats du monde juniors                    | Moncton   | 2e       | 4 × 100 m |         |
| 2011 | Championnats d'Amérique centrale et des Caraïbes | Mayagüez  | 3e       | 100 m     |         |
| 2011 | Championnats d'Amérique centrale et des Caraïbes | Mayagüez  | 1er      | 4 × 100 m |         |
| 2011 | Championnats du monde                            | Daegu     | 1er      | 4 × 100 m |         |
| 2013 | Championnats des Iles aux vents                  | Tortola   | 3e       | 100 m     | 10 s 29 |

### Records
| Épreuve | Performance | Lieu         | Date            |
| ------- | ----------- | ------------ | --------------- |
| 60 m    | 6 s 66      | Fayetteville | 12 février 2010 |
| 100 m   | 10 s 06     | São Paulo    | 22 mai 2011     |
| 200 m   | 20 s 86     | Spanish Town | 13 juin 2010    |